# ایندوست
ایندوست (انگلیسی: Indosat) شرکت مخابرات اندونزیایی است، که در سال ۱۹۶۷ تأسیس شد.